# McLean County, North Dakota
McLean County är ett administrativt område i delstaten North Dakota, USA, med 8 962 invånare. Den administrativa huvudorten (county seat) är Washburn. 

## Geografi
Enligt United States Census Bureau så har countyt en total area på 6 029 km². 5 465 km² av den arean är land och 565 km² är vatten. 

### Angränsande countyn
- Ward County - nord
- McHenry County - nordöst
- Sheridan County - öst
- Burleigh County - sydöst
- Oliver County - syd
- Mercer County - sydväst
- Dunn County - väst
- Mountrail County - nordväst